# El Llano, Sinaloa
El Llano är en ort i Mexiko.   Den ligger i kommunen Angostura och delstaten Sinaloa, i den västra delen av landet, 1 100 km nordväst om huvudstaden Mexico City. El Llano ligger 15 meter över havet och antalet invånare är 290.
Terrängen runt El Llano är mycket platt. Runt El Llano är det ganska glesbefolkat, med 43 invånare per kvadratkilometer. Närmaste större samhälle är Angostura, 11,5 km öster om El Llano. Omgivningarna runt El Llano är en mosaik av jordbruksmark och naturlig växtlighet.